# Cefalópodes
Um Cefalópode é qualquer membro da classe de moluscos Cephalopoda (plural grego κεφαλόποδες, kephalópodes; "pés na cabeça"), como a lula, o polvo, a sépia ou o náutilo. Esses animais exclusivamente marinhos são caracterizados por simetria bilateral do corpo, uma cabeça proeminente e um conjunto de braços ou tentáculos (hidrostatos musculares) modificados a partir do pé primitivo dos moluscos. Pescadores às vezes chamam os cefalópodes de “peixes-de-tinta”, em referência à habilidade comum que possuem de expelir tinta. O estudo dos cefalópodes é um ramo da malacologia conhecido como teutologia.
Os membros da classe Cefalópoda possuem algumas características em comum, como a simetria bilateral, boa visão, bico quitinoso, sistema circulatório fechado — uma característica única entre os moluscos. Todos os cefalópodes vivos possuem bico de duas partes e a maioria tem uma rádula, que é uma característica do filo Mollusca. A subclasse Nautiloidea continua guarnecida de uma concha; na subclasse Coleoidea as partes moles envolveram a concha. O sistema nervoso é o mais complexo entre os invertebrados

## Classificação
A classe Cefalópode (Cephalopoda, do grego kephale, cabeça + pous, podos/podes, pé/pés) que pertence ao filo Mollusca., possui três subclasses, a Coleoidea que são principalmente os polvos, lulas e sépias, a Nautiloidea que possui os gêneros Allonautilus e Nautilus e a Ammonoidea que é uma subclasse extinta a qual os Amonites pertencem  A classificação aqui apresentada deriva de Current Classification of Recent Cephalopoda(Maio de 2001). Outras classificações existem que diferem principalmente em como os diversas ordens de decápodes estão relacionadas e se deverá ser utilizada a classificação em famílias ou ordens.
Basicamente, os cefalópodes estão agrupados em subclasses que levam em consideração a presença ou ausência da concha, o tipo de sutura que estas apresentam e outras características. 
- CLASSE CEPHALOPODA
  - Subclasse Nautiloidea
    - Ordem Nautilida - Náutilo
    - Ordem Bacritida: extinto

  - Subclasse Ammonoidea - Amonites: extinto
  - Subclasse Coleoidea
    - Coorte Belemnoidea - Belemnites: extinto
    - Coorte Neocoleoidea
      - Superordem Decapodiformes
        - Ordem Spirulida - Spirula
        - Ordem Sepiida - Sépia
        - Ordem Sepiolida - Sepiola
        - Ordem Teuthoidea - Lula

      - Superordem Octopodiformes
        - Ordem Vampyromorpha - Lula-vampira
        - Ordem Octopoda - Polvo

## Introdução a classe Ammonoidea

### Amonites
O nome amonites (ou amonitas) se dá por cause de um deus egípcio chamado Amon que era sempre representado usando chifres de carneiro, uma forma que se assemelha muito as conchas fossilizadas  Amonites.
Os amonites surgiram durante o período geológico Devoniano, que se deu há cerca de 419,2 milhões de anos e eles foram extintos há 65 milhões de anos no evento de extinção em massa conhecido como Cretáceo-Paleógeno.
Os fósseis de amonites são bem preservados, muito abundantes e difundidos, e diante disso, são excelentes indicativos fósseis, pois a partir de sua localização pode-se determinar diversos dados importantes para a arqueologia.
A anatomia desses seres é um pouco complexa de ser definida, uma vez que não há vestígios o suficiente das duas "partes moles". Contudo o que se deduz é que eles teriam rádula, bico e dez tentáculos. Já as suas conchas foram estudadas com mais sucesso durante os anos, sabe-se que elas foram de extrema importância para que pudessem controlar a flutuabilidade, eles usavam uma estrutura tubular fina chamada sifúnculo que percorria toda a borda externa da concha e conectava as câmaras de gás do phragmacone ao corpo, o que dividia as câmaras do phragmacone eram os septos, que no caso dos Amonites, eram convexos, ou seja, a curva empurrava a parte viva para fora, onde o septo encontra a casca externa da concha, formava-se um padrão de sutura que é usado para distinguir as espécies, sendo eles divididos em três tipos, Ceratites, Goniatitida e Amonite. Além disso, também é do conhecimento científico que as suas conchas poderiam ser planespirais ou heteromorfas, que seriam formas mais diferentes do comum.

## Introdução a classe Coloidea
A Coleoidea uma das subclasses dos Cephalopodes é composta por lulas, sépias e polvos, suas principais características são que elas possuem um cuttlebone (nome dado em inglês a um osso que apenas as sépias possuem), além da quitina (um polímero estrutural feito de proteínas) ou gladius (uma concha interna das lulas usada para controle de flutuabilidade ou suporte).

### Sépias
As sépias, também conhecidas como chocos, são moluscos marinhos da classe Cephalodes da ordem Seppida.
Os Chocos possuem uma concha interna, bolsa de tinta, oito braços e dois tentáculos, são uma espécie considerada tímida que se movimenta tanto de dia quanto de noite, mas preferem se movimentar mais a noite.
Sua alimentação é baseada em seres pequenos como camarões e pequenos moluscos, os chocos tem uma vida curta de no máximo dois anos e sua descoberta foi feita no século XIX.

### Lulas
As lulas são moluscos marinhos da classe Cephalopoda, subclasse Coleoidea da ordem Teuthida. As mesmas possuem 2 tentáculos, esses são utilizados como hidróstato muscular e utilizam para colocar na rádula. Dependendo da lula, os tentáculos podem ser receptivos ao toque, à visão ou ao cheiro ou sabor de determinados alimentos ou ameaças.
Além disso possuem braços que são utilizados para se locomover, nestes existem ventosas que suas bordas são endurecidas com quitina  e podem conter dentículos minúsculos. Possuem também uma musculatura forte e um pequeno gânglio abaixo de cada ventosa que permite o controle individual além de fornecer uma adesão muito poderosa para agarrar a presa. Outro auxílio na locomoção é o sifão: este é responsável por bombear água pra leva para as brânquias internas e respirar a mesma serve como um auxílio na locomoção pois pode ser utilizada como ferramenta pra fugir mais rápido, já que o mesmo solta um jato d’água que ajuda para fugir ou simplesmente se locomover.
Como camuflagem, ela ocorre no chão do mar (águas rasas ou não) e contra a iluminação, esta serve para se proteger de predadores e para se aproximar de presas. E em um último caso ou se a lula se sentir ameaçada ela ejeta uma nuvem de tinta feita de suspensão de partículas de melania.
As lulas gigantes e as pequenas são diferentes, mas no geral são muito parecidas. As lulas gigantes machos chegam geralmente a 10 metros e as fêmeas a 13 metros. Atualmente muitas dessas gigantes ficam na parte mais profunda do oceano pelo fator de que atualmente quanto mais próximo da superfície é possível encontrar poluição sonora e ambiental. As lulas gigantes possuem olhos que são capazes de captar mais luz no caso quando comparados a animais de tamanhos semelhantes, mas com olhos menores. Essa luz melhor ajuda na capacidade das lulas de detectarem pequenas diferenças de contraste nas condições turvas de águas profundas. Segundo Universidade Duke, na Carolina do Norte, Estados Unidos

### Polvos
Os polvos pertencem ao filo Mollusca, de classe Cephalopoda e subclasse Coleoidea. Assim como outros animais Cephalopodes, possui pés na cabeça e corpo mole, ou seja, não possuem qualquer tipo de esqueleto externo ou mesmo interno. São animais bastante estudados em cativeiro, por isso seus padrões de comportamento são detalhadamente documentados, embora alguns mistérios permaneçam.
Estes seres invertebrados colecionam cerca de 700 espécies da ordem Octopus e podem ser encontrados em profundidades variáveis, mas principalmente entre rochas, onde possuem sua fonte de alimentação e esconderijos para se proteger. São carnívoros e se alimentam principalmente de crustáceos, como caranguejos, lagostas e camarões, alguns tipos de peixes e outros moluscos Seu bico quitinoso permite que mate seu alimento com maior facilidade.
O polvo possui 8 braços, que auxiliam na locomoção, na caça e podem realizar o processo de amputação espontânea em uma situação de perigo. Assim como a autotomia, esse animal desenvolveu outras formas de defesa, como a camuflagem, por exemplo. Células denominadas de cromatóforos estão distribuídas por todo o seu corpo, podendo manifestar de 2 a 4 pigmentos diferentes (vermelho, laranja, amarelo, marrom ou preto) com combinações distintas.
O jato de tinta, característica mais conhecida da espécie, é um mecanismo de defesa fundamental para os polvos. Algumas glândulas que produzem uma substância principalmente composta por melanina, motivo da sua cor escura, que possui cheiro e opacidade para que os predadores se confundam e os percam de vista.
Além desses mecanismos de defesa, algumas espécies como o Thaumoctopus mimicus, polvo do Indo-Pacífico (conhecido popularmente por polvo mímico), desenvolveram uma quarta estratégia: são capazes de alterar a cor, estrutura e textura da sua pele, imitando outros animais para assustar e confundir seus predadores; eles podem imitar cobras marinhas, peixe-leão e enguias, animais que são comumente evitados por outras espécies, já que são venenosos ou possuem características temidas.
O polvo possui um sistema nervoso completo, com gânglios grandes e um cérebro, e possuem órgãos sensoriais desenvolvidos. Seu cérebro é dividido entre a parte responsável pelas memórias e aprendizado, e seus neurônios (macroneurônios), responsáveis pelo transporte dessas informações. Seus olhos e visão binocular são capazes de formar imagens e distinguir polarização de cores, apesar de acreditar-se que não tenham noção de cor.  Órgãos sensoriais oculares, denominados de estatocistos, são responsáveis pelo seu equilíbrio e posicionamento em baixo da água.  
Além dos braços serem fundamentais para a locomoção, são extremamente flexíveis e possuem receptores de tensão e ventosas. As ventosas são repletas de quimiorreceptores responsáveis por sentir textura e cheiro, embora tenham noção limitada do posicionamento de seus braços, apresentando dificuldades em perceber o formato das coisas.

## Introdução a classe Nautiloidea

### Nautillus
Nautilidae (do grego nautilos, ναυτίλος, e significando “marinheiro”, sendo derivado de naus de navio), denominados nautiloides e em seu nome científico como Nautilidae, são uma família de moluscos cefalópodes nectônicos, geralmente encontrados nas regiões do Indo-Pacífico. São caracterizados por terem uma concha de calcário, dividida em câmaras que são perfuradas por um sifão e utilizadas como dispositivo de proteção e flutuação.
São os mais primitivos no grupo dos cefalópodes, sendo denominados como fosseis vivos, e com os Allonautilus são os únicos que possuem uma concha externa. Foram encontrados em abundancia principalmente no período cambriano. São animais com movimentos lentos, porém podendo chegar a 500 metros de profundidade, encontrados principalmente em fundos recifes de coral, tem hábitos de predação e necrófagos (se alimentam de restos de orgânicos), sua principal alimentação é peixes e crustáceos. Se mantem durante o dia submersos, para evitar predadores e a noite sobem ao recife. Existem dois gêneros dos nautiloides: gênero Allonautilus (descoberto em 1997) e gênero Nautilus (descoberto em 1758).
O gênero Allonautilus foi descoberto em 1997, demonstrando a existência de diferenças anatômicas significativas entre Nautilus scrobiculatus e outras espécies de Nautilus. Foi encontrado nas Ilhas do Almirantado, onde boa parte de sua espécie está em abundância.